# 巴里·威尔莫尔
巴里·尤金·“布奇”·威尔莫尔（英語：Barry Eugene "Butch" Wilmore，1962年12月29日—）是美国国家航空航天局宇航员和美国海军试飞员。他曾进行过三次太空飞行，第一次是在2009年11月进行的为期11天的航天飞机任务，前往国际空间站。威尔莫尔与其他五名机组成员一起被指定为亚特兰蒂斯号航天飞机的飞行员，执行STS-129任务。他参与了国际空间站第41次远征，并将在2024年参与波音星际客机的首次载人飞行任务的波音机组飞行测试，并重返国际空间站。截至2024年12月，他已经进入太空，并计划于2025年3月16日晚乘坐新的龙飞船太空舱返回地球。接替国际空间站波音机组飞行测试宇航员的团队预计将于3月14日启程。
在2000年7月被选为NASA宇航员之前，威尔莫尔是一名经验丰富的海军试飞员，并参与了 T-45苍鹰教练机的研发。